# تصميم التجميع
تصميم التجميع (DFA) هي عملية يتم من خلالها تصميم المنتجات مع مراعاة التجميع بسهولة، وإذا كان المنتج يحتوي على أجزاء أقل فسوف يستغرق تجميعه وقتًا أقل، مما يقلل من تكاليف التجميع، بالإضافة إلى ذلك، إذا تم تزويد الأجزاء بميزات تجعل من السهل الإمساك بها ونقلها وتوجيهها وإدخالها، فإن هذا سيؤدي أيضاً إلى تقليل وقت التجميع وتكاليفه، ويمتلك تقليل عدد الأجزاء في منتج يتم تجميعه فائدة إضافية تتمثل في تقليل التكلفة الإجمالية للأجزاء في التجميع بشكل عام، وهنا في العادة تظهر فوائد التكلفة الرئيسية لتطبيق التصميم للتجميع.

## النُهُج
يمكن أن يأخذ تصميم التجميع أشكالاً مختلفة، وفي الستينات والسبعينات، تم اقتراح قواعد وتوصيات مختلفة من أجل مساعدة المصممين على التفكير في مشاكل التجميع أثناء عملية التصميم. وتم تقديم العديد من هذه القواعد والتوصيات مع أمثلة عملية توضّح كيف يمكن تحسين عملية التجميع، ومع ذلك، لم يتم تطوير أساليب التقييم الرقمي حتى السبعينيات للسماح بدراسات التصميم للتجميع بأن يجري تنفيذها على التصاميم الحالية والمقترحة.
وتم تطوير طريقة التقييم الأولى في شركة هيتاشي وسميت «طريقة تقييم التجميع».  وتعتمد هذه الطريقة على مبدأ «حركة واحدة لجزء واحد»، وبالنسبة للحركات الأكثر تعقيداً، يتم استخدام معيار خسارة النقاط ويتم تقييم سهولة تجميع المنتج بالكامل بطرح النقاط التي تمت خسارتها، وتم تطوير الطريقة في الأصل من أجل تقييم عمليات التجميع لسهولة التجميع الآلي.
وفي عام 1977 استطاع جيوفري بوثرويد بدعم من منحة من المؤسسة الوطنية للعلوم في جامعة ماساتشوستس في أمهرست تطوير طريقة تصميم التجميع، والتي يمكن استخدامها لتقدير وقت التجميع اليدوي للمنتج وتكلفة تجميع المنتج على آلة التجميع الآلي.   ولكونه أدرك أن العامل الأكثر أهمية في خفض تكاليف التجميع هو تقليل عدد الأجزاء المنفصلة في المنتج، فقد قدّم جيوفري ثلاثة معايير بسيطة يمكن استخدامها للتأكد نظرياً من إمكانية إلغاء جزء من أجزاء المنتج أو دمجه مع أجزاء أخرى. يمكن استخدام هذه المعايير، جنباً إلى جنب مع الجداول التي تربط وقت التجميع بعوامل التصميم المختلفة التي تؤثر على عمليات الإمساك بالأجزاء وتوجيهها وإدخالها، لتقدير إجمالي وقت التجميع ولتقييم جودة تصميم المنتج من وجهة نظر التجميع. بالنسبة للتجميع التلقائي، يمكن استخدام جداول العوامل لتقدير تكلفة التغذية الآلية والتوجيه والإدخال الآلي للأجزاء في آلة التجميع.
وفي الثمانينات والتسعينات، تم اقتراح أشكال مختلفة من طرق تقييم التجميع وطرق تصميم التجميع، وهي: طريقة هيتاشي جنرال  التي تستند إلى طريقة تقييم التجميع وطريقة تصميم التجميع وطريقة لوكاس وطريقة وستنجهاوس والعديد غيرها التي كانت تستند إلى طريقة تصميم التجميع الأصلية، ويشار إلى جميع الطرق الآن باسم طرق تصميم التجميع.

## التنفيذ
يتم تجميع معظم المنتجات يدوياً، وتعتبر طريقة تصميم التجميع الأصلية للتجميع اليدوي هي الطريقة الأكثر استخداماً على نطاق واسع، وكان لها أكبر تأثير صناعي في جميع أنحاء العالم.
ومثل طريقة تقييم التجميع، تم توفير طريقة تصميم التجميع في الأصل على شكل كتيب حيث يمكن للمستخدم إدخال البيانات على أوراق العمل للحصول على تصنيف لسهولة تجميع المنتج، وفي عام 1981 طور جيفري بوثرويد وبيتر ديهورست نسخة محوسبة من طريقة تصميم التجميع مما سمح بتطبيق هذه الطريقة في مجموعة واسعة من الشركات، ونتيجة لهذا الابتكار حصل بوثرويد وديهورست على العديد من الجوائز بما في ذلك الميدالية الوطنية للتكنولوجيا، وهناك العديد من الأمثلة المنشورة لما يتيحه تطبيق تصميم التجميع من توفير في الجهد والمال، على سبيل المثال، في عام 1981، قدّر سيدني لبسون، مدير هندسة التصنيع في شركة زيروكسأن شركته ستوفر مئات الملايين من الدولارات من خلال تطبيق تصميم التجميع،  وفي عام 1988، عزت شركة فورد للسيارات وفورات شاملة تقدّر بمليار دولار. إلى البرنامج الحاسوبي لتصميم التجميع،  ويعد تصميم التجميع أحد المتطلبات في العديد من الشركات ويتم اعتماد البرنامج الحاسوبي لتصميم التجميع باستمرار من قبل الشركات التي تحاول الحصول على تحكم أكبر في تكاليف التصنيع الخاصة بها، وهناك العديد من المبادئ الرئيسية في تصميم للتجميع.

## أمثلة بارزة
ويعتبر جهاز ووكمان من شركة سوني  وساعة سواتش   مثالين بارزين للتصميم الجيد للتجميع. حيث تم تصميم كليهما للتجميع الآلي بالكامل، وتم تصميم جهاز ووكمان من أجل «التجميع العمودي»، حيث يتم إدخال الأجزاء في حركات مستقيمة للأسفل مباشرة فقط، ويعتبر نظام سوني سمارت للتجميع، المستخدم لتجميع المنتجات من نوع ووكمان، هو نظام روبوتيلتجميع الأجهزة الصغيرة المصممة للتجميع العمودي.
وتستخدم طابعة «بروبرينتر» من شركة  آي بي إم قواعد تصميم التجميع الآلي (DFAA)، وتساعد قواعد تصميم التجميع الآلي في تصميم منتج يمكن تجميعه آلياً بواسطة الروبوتات، لكنها مفيدة حتى مع المنتجات التي يتم تجميعها يدوياً.

## روابط خارجية
- «التصميم الناجح للتجميع» - 26 فبراير 2007 مقالة من مجلة الجمعية